# کاستل فرنتانو
کاستل فرنتانو (به ایتالیایی: Castel Frentano) یک کومونه در ایتالیا است که در استان کییتی واقع شده‌است.

## خصوصیات
کاستل فرنتانو ۲۱ کیلومترمربع مساحت و ۴٬۱۱۴ نفر جمعیت دارد و ۴۰۰ متر بالاتر از سطح دریا واقع شده‌است.